# Марія Стен
Марія Густава Стен пол. Maria Gustawa Sten; 5 липня 1917, Луків — 17 січня 2007) — польський журналіст, перекладач з іспаномовної літератури.
Студіювала психологію у Варшавському університеті. З кінця 30-х рр. перебувала у Франції, згодом в Мексиці. Пізніше викладала філософію й літературу в університеті в Мехіко. Вивчала історію і культуру Мексики та індіанців.

## Твори
- Trzy barwy Meksyku 1961
- Dialog z Coatlique 1963
- Meksykańskie ABC 1977
- Malowane księgi dawnych narodów Meksyku 1980
- Teatr, którego nie było: szkice o teatrze náhuatl 1982